# Palacio Uguccioni
El palacio Uguccioni es un edificio italiano que se encuentra en la Plaza de la Señoría de Florencia próximo al Palacio Viejo (Palazzo Vecchio).

## Historia y descripción

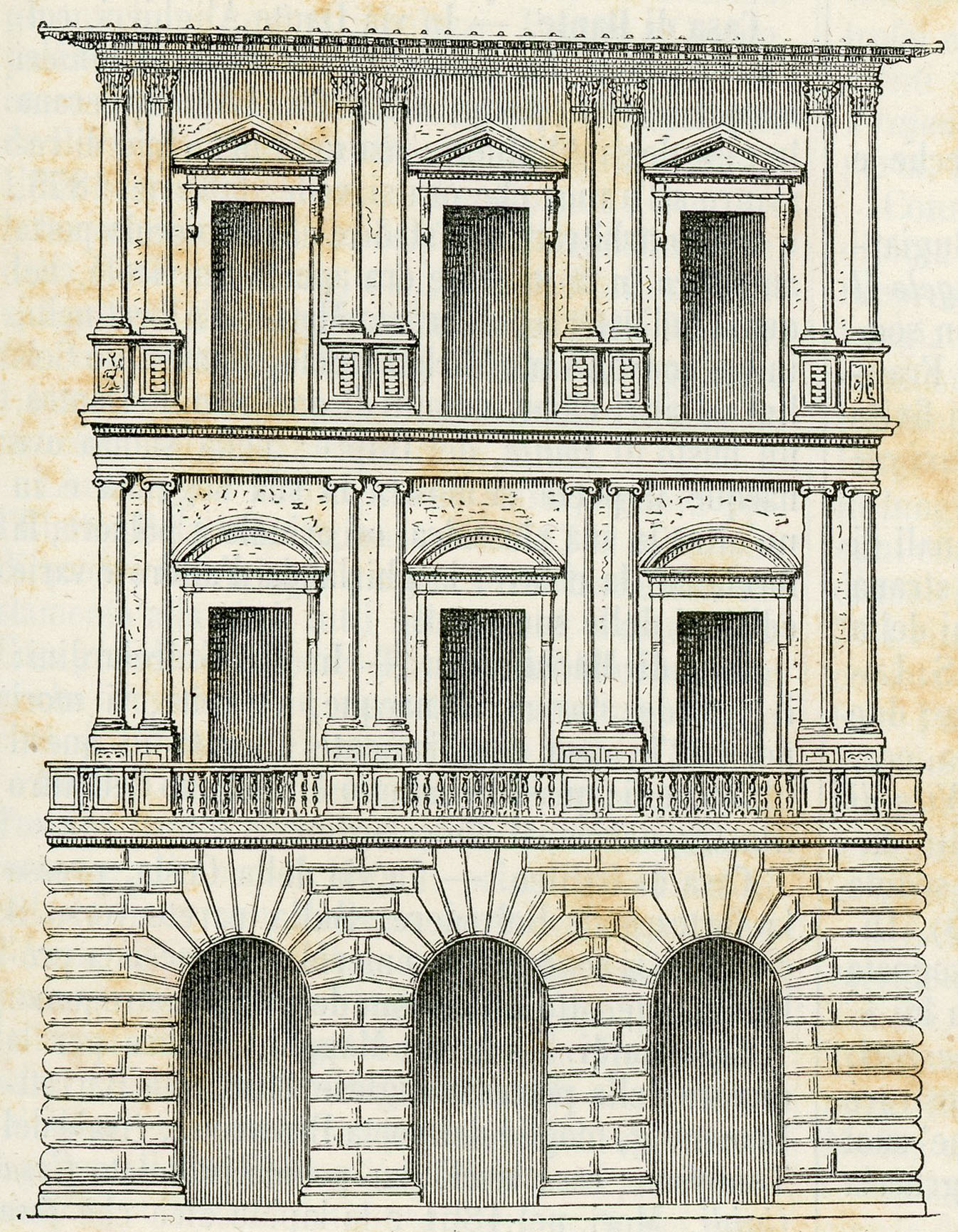
Palazzo Uguccioni (xilografía).

Fue mandado construir por Giovanni Uguccioni en el año 1550. Es probable que la ejecución de la fachada se deba al cantero Mariotto di Zanobi Folfi, si bien existen más dudas sobre la autoría del proyecto. La original arquitectura de formas clásicas presenta afinidad con el estilo tardo renacentista, lo que ha hecho pensar en un diseño de Miguel Ángel o de Rafael de Urbino
El efecto decorativo de la fachada del palacio está, además, relacionado con la reforma de la plaza en época de Cosme I de Médici. Pon intercesión del gran duque los Uguccioni obtuvieron permiso para levantar un edificio más suntuoso con respecto a los adyacentes, cuya máxima virtud se expone en la fachada.
La planta a nivel del suelo, almohadillado, está  rematado por dos órdenes de columnas dóricas binadas superpuestas. Los altos pedestales de las columnas están finamente esculpidos con las insignias y los escudos de la familia, el ancla y el "scalandrone", una especie de doble rastrillo que según la tradición representaría la escala de la que se servía uno de los Uguccioni, llamado por ello el escalador, para asaltar las murallas enemigas. 
Sobre el portón de entrada destaca el busto de Francisco I de Médici, que mandó colocar Benedetto Uguccioni como muestra de devoción al gran duque.